# 山名義幸
山名 義幸（やまな よしゆき）は、南北朝時代の守護大名。室町幕府侍所頭人、丹後・出雲・隠岐守護。山名師義の長男、氏之、義熙、満幸の兄。子に師幸。日野屋形家（日野山名氏）の始祖となった。

## 生涯
山名師義の長男として生まれ、天授元年/永和元年（1375年）に丹後守護となった。翌天授2年/永和2年（1376年）、父が死去すると病弱であることを理由に家督の継承を辞退した（家督は叔父の時義が継いだ）。天授5年/康暦元年（1379年）、京極高秀が没落すると出雲・隠岐2か国の守護職に任じられ、丹後と合わせて3か国の守護になった（康暦の政変）。
また、同年11月には室町幕府侍所頭人として中央の幕政に関与していたことが確認されている。
他にも12月の細川頼之追討の際には叔父の氏清・時義らと備後に出陣した。しかし、これらの活躍は病弱な義幸の体には徐々に負担となり、弘和元年/永徳元年（1381年）には丹後をはじめとする3か国の守護職を辞めて伯耆に下向した。3か国は、義幸の代官として活動していた弟の満幸が継承した。
下向後の義幸は同国日野郡に所領を持ち、隠居した。一説によればこの時、日野の山深い場所に位置する俣野の土居城を居館に定めたと言われる。没年・享年共に不明である。
その後、義幸の子師幸をはじめとする子孫は引き続き伯耆日野郡を知行して「日野屋形」と呼ばれるようになり、3代・山名持幸の子である山名遠江守は会見郡法勝寺を知行するなど、日野郡以外の西伯耆一帯にも所領を有した。
戦国時代には生山城（亀井山城）を本拠に活動し、永禄年間に山名藤幸が宮景盛によって討たれた後は養子の日野景幸（山名景幸）が家督を継承し、「日野姓」を名乗るようになったという。